# Traian Săvulescu
Traian Săvulescu (n. 2 februarie 1889, Râmnicu Sărat – d. 29 martie 1963, București) a fost un biolog și botanist român, fondator al Școlii românești de fitopatologie, primul care a făcut cunoscută în România flora Arabiei și Palestinei, membru și președinte al Academiei Române.
Între noiembrie 1946 și decembrie 1947 a fost ministru al agriculturii în guvernul Petru Groza.

## Biografie
A fost al treilea copil al soților Petrache și Maria Săvulescu.
A urmat școala primară și gimnaziul la Râmnicu Sărat, iar cursul superior la Liceul Internat „C. Negruzzi” din Iași. Aici, profesorul său Teodor Nicolau l-a îndrumat spre studiului botanicii.
În 1907 a dat bacalaureatul și s-a înscris la Facultatea de Medicină din București, unde a urmat și absolvit numai trei ani.
În 1908 s-a înscris și la Facultatea de Științe Naturale a Universității București, pe care a absolvit-o în 1912.
După absolvire, a fost admis ca aspirant la titlul de doctor la Institutul Botanic din București. Aici și-a susținut în 1916 teza de doctorat intitulată Studiul asupra speciilor de Campanula L. din secția Heterophyllae ce cresc în România. Lucrarea a fost apreciată și notată cu magna cum laude, Traian Săvulescu devenind astfel primul doctor în botanică al Universității București.
Între 1912 și 1921 a lucrat în cadrul Institutului Botanic de la Cotroceni iar în 1918 a fost numit șef de lucrări la Catedra de morfologie și sistematică vegetală a Institutului de Botanică din București. Timp de un sfert de veac, și-a împărțit activitatea între Școala Superioară de Agricultură de la Herăstrău, unde a predat sistematica vegetală și fitopatologia și Institutul de Cercetări Agronomice al României, înființat de Gheorghe Ionescu-Șișești. Cercetările întreprinse în această perioadă de Traian Săvulescu au condus la dezvoltarea agriculturii românești și mondiale.
A organizat pe tot cuprinsul României o rețea de stații de avertizare pentru combaterea manei viței de vie. În 1929 a înființat un laborator pentru studiul substanțelor insecto-fungicide, laborator transformat ulterior în Serviciul de Protecția Plantelor. Tot el a inițiat prima lege de control și carantină fitosanitară din România.
În 1928 a înființat publicația anuală Starea fitosanitară a României, în care a mediatizat problemele de protecția plantelor.
În 25 mai 1936, Traian Săvulescu a devenit membru corespondent al Academiei Române.
În 1938 a fost turnat filmul documentar Expediția Traian Săvulescu în Delta Dunării, în care se prezintă imagini din expediția desfășurată în iunie 1938, pentru „recunoașterea florei” din Delta Dunării.
În perioada 29 noiembrie 1946 - 30 decembrie 1947 a fost ministru al agriculturii și domeniilor în Guvernul Petru Groza (1) și vicepreședinte al Consiliului de Miniștri. A fost deputat în Marea Adunare Națională.  ,
În 1948 a devenit membru titular activ și secretar general al Academiei Române. În 1948, odată cu naționalizarea inițiată de regimul comunist, Academia a fost desființată, încetând să mai existe ca instituție de drept privat. În locul ei a fost înființată o nouă instituție, Academia Republicii Populare Romîne. În această nouă instituție, Traian Săvulescu a fost președintele Academiei Republicii Populare Romîne în perioada 1948-1959 prin decretul Prezidiului Marii Adunări Naționale. A rămas președinte de onoare al acesteia, până la decesul său, în 1963.
În aprilie 1955, cu ocazia unei ședințe de alegeri în Academie, Traian Săvulescu s-a ridicat în apărarea unor membri excluși pe nedrept în 1948, când a avut loc reorganizarea Academiei Române. Cu această ocazie au fost înlăturate aproape o sută de personalități ale vieții cultural-științifice, fără nici o justificare valorică sau științifică, ci doar pe criteriile dictaturii proletariatului, sub oblăduirea consilierilor sovietici.
La 23 martie 1956, ca un gest reparator față de desființarea Academiei de Științe din România și integrarea sa în Academia Republicii Populare Române, Traian Săvulescu, în calitate de președinte al Academiei, a organizat ședința de constituire a Asociației Oamenilor de Știință din România (AOS).
Traian Săvulescu a fost membru al unor academii străine, între care cele din Ungaria, Germania, New York (SUA).
De asemenea, a fost redactor responsabil al revistei Buletin de la section scientifique de L'Académie Roumaine, membru în comitetul de redacție al revistelor Phytopathologische Zeitschrift din Berlin și Sydowia din Bulgaria.

## Opere proprii
- Tratat despre flora Arabiei (1928);
- Tratat despre flora Palestinei (1935);
- Morfologia, anatomia și sistematica porumbului, (în colaborare cu Zahariade) (1937);
- Științele biologice și economia (1940);
- Aspectele actuale ale agriculturii românești (1946);
- De la practica domesticirii plantelor la principii de biologie generală (1949),
- Monografia Uredinalelor din România (1953).

Pentru lista inclusivă a lucrărilor lui Train Săvulescu, vezi: https://muzeu.unibuc.ro/ro/fstiinte-savulescu-traian/

## Lucrări îngrijite și editate
- Flora Republicii Populare Române (1952-1957 - primele cinci volume). Traian Săvulescu este menționat ca redactor principal în toate cele 13 volume ale acestei lucrări (1952-1976), care, începând cu volumul XI (1966), devine Flora Republicii Socialiste România.
- Tratat de patologie vegetală (1959), (în colaborare cu Olga Săvulescu)

## Afiliații
- Președinte al „Societății pentru Răspândirea Științei și Culturii”
- membru al mai multor societăți savante din țară și străinătate:
  - Societatea Linnéana din Lyon (1929);
  - Societatea Botanică din Geneva (1926);
  - Societatea Naturaliștilor din Elveția (1934);
  - Societatea Austriacă de Micologie (1934);
  - Societatea Franceză de Micologie (1934);
  - Societatea Americană de Micologie (1935);
  - Societatea "Torrey Botanical Club" din New York;
  - Societatea Naturaliștilor din Moscova

## Decorații
- Semnul Onorific „Răsplata Muncii pentru 25 ani în Serviciul Statului” (13 octombrie 1941)[8]
- Medalia „A cincea aniversare a Republicii Populare Române” (24 decembrie 1952) „pentru lupta și munca duse în vederea făuririi, consolidării și prosperării Republicii Populare Române”[9]
- Ordinul „23 August” clasa I (12 august 1959) „pentru activitate rodnică în dezvoltarea științei și culturii din Republica Populară Romînă”[10]
- Medalia „40 de ani de la înființarea Partidului Comunist din Romînia” (6 mai 1961) „pentru activitate îndelungată în mișcarea muncitorească și merite în opera de construire a socialismului”[11]
- titlul de „Om de Știință Emerit al Republicii Populare Romîne” (5 noiembrie 1962) „pentru activitatea îndelungată, contribuție în dezvoltarea științei și merite deosebite în dezvoltarea învățămîntului superior”[12]

## In memoriam
- În anul 1960, Centrul de Cercetări Biologice s-a transformat în Institutul de Biologie „Traian Săvulescu”.[13]
- În memoria distinsului om de știință, Academia Română a instituit Premiul Traian Săvulescu, cu care sunt recompensați anual autorii unor lucrări de excepție în domeniul științelor agricole și silvice.
- Colegiul Agricol din Târgu-Mureș se numește Colegiul Agricol „Traian Săvulescu”.
- La Izvoarele, județul Prahova, funcționează Școala cu clasele I-VIII „Traian Săvulescu”, înființată în anul 1881.[14]